# إدوارد جاي غاريت
إدوارد جاي غاريت (بالإنجليزية: Edward J. Garrett)‏ هو شخصية أعمال أمريكي، ولد في 1918 في بروكلين في الولايات المتحدة، وتوفي في 1982 في نيويورك في الولايات المتحدة.